# Обратная городская партия

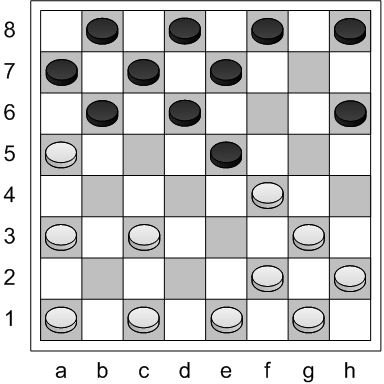
Обратная городская партия. Рис.1

Обратная городская партия— один из дебютов в русских шашках.

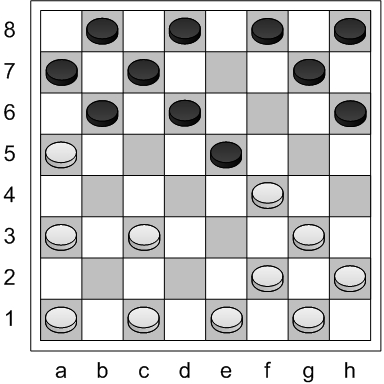
Обратная городская партия. Рис.2

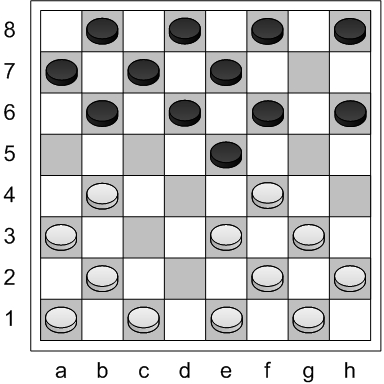
Обратная городская партия. Рис.3

## Варианты ходов
Дебют характеризуется следующими ходами: 1.cb4 fe5 2.ef4 gf6 (или 2... ef6) 3.ba5 fg5 4.bc3 g:e3 5.d:f4 (см. рис. 1, 2). 5... bс5 (Начинаем развитие правого фланга. Хорошо 5... ef6, подготавливая атаку правого фланга противника. После 5...    hg7 белые подтягивают шашку с1 на e3, а затем, перестроив позицию, получают лучшую игру.) 6.cb4 (6.ed2) 6... ef6=.                                                                                    Применяется и такой розыгрыш: 1.cb4 fe5 2.ef4 gf6 3.de3 (см. рис. 3).
Помимо 1.cb4 fe5 2.ef4 ef6 3.ba5 fg5 4.bc3 ge3 5.ff6 ge5 6.gh4, возможно развитие 1.cb4 de5 2.ba5 bc5 3.ef4 ed6 4.bc3 fg5 5.cb4 ge3 6.ff6 ge5 7.gh4
В этом дебюте белые применяют план окружения центральной позиции чёрных. Идея, осуществляемая чёрными в этом начале, такая же, как и у белых в городской партии. Чёрные стремятся создать крепкий центр.